# Brunhilde Sonntag
Brunhilde Sonntag (* 27. September 1936 in Kassel; † 18. Dezember 2002) war eine deutsche Komponistin, Musikwissenschaftlerin und Musiklehrerin.

## Leben
Brunhilde Sonntag studierte Orgel an der Schule für Kirchenmusik in Schlüchtern und Pädagogik am Pädagogischen Institut Jugenheim. Von 1959 bis 1963 arbeitete sie als Lehrerin an der Friedrich-Ebert-Schule in Frankfurt am Main und nahm privaten Kompositionsunterricht bei Kurt Hessenberg. Von 1963 bis 1969 studierte sie Komposition an der Hochschule für Musik und Darstellende Kunst in Wien bei Otto Siegl und Gottfried von Einem und nahm einen Lehrauftrag an der Abteilung für Musik der Justus-Liebig-Universität Gießen an.
Von 1973 bis 1977 studierte Sonntag Musikwissenschaft an der Philipps-Universität in Marburg und promovierte dort. Sie nahm eine Stelle als Assistentin an der Pädagogischen Hochschule Westfalen-Lippe (Abteilung Münster) an. Von 1981 bis 1992 war sie als Professorin an der Universität-GH-Duisburg tätig und nahm 1992 eine Professur an der Universität Wuppertal an.
Sonntag veröffentlichte eine Reihe von Büchern und Fachartikeln über Musik. Sie war Mitherausgeberin der Zeitschrift für Musikpädagogik (ZfMP), Mitherausgeberin der Kulturzeitschrift Klangspuren und Herausgeberin einer Reihe über Musik, Kunst und Konsum im LIT Verlag, Münster.

## Werke
Sonntag komponierte für Orchester, Kammerensemble, Gesang, Chor und Soloinstrument. Ausgewählte Arbeiten umfassen:
- 1958: Auf einem Baum ein Kuckuck saß, Kantate
- 1958: Wenn die Tale blühn, Chorkantate
- 1958: Christ ist erstanden
- 1959: Hausbau-Stück, für Klavier
- 1967/68: Schädelvariationen, für Sopran und Klavier
- 1976: Fantasie und Fuge über EGAH, für Orgel
- 1978/81: Vier Klavierstücke
- 1981: EKG, Collage
- 1981: Der tragische Tausendfüßler
- 1981: Hallelujah! Variationen über „Oh, when the Saints go marching in“, für Sopran, Klarinette und Klavier
- 1981: Briefe an Verleger, Lied für Tenor und Klavier
- 1982: Kume, kum, Geselle min, für Orgel
- 1982: Von guten Mächten, (Vertonung „Von guten Mächten“ von Bonhoeffer) für Chor a cappella
- 1983: Fünf Lieder, mit Text von P. Celan und R. Ausländer für Sopran und Klavier
- 1983: Verwandlungen Studie, für Orchester
- 1983: Aber ich sage Euch: Liebet Eure Feinde, für Chor, Sprecher und Orgel
- 1984: Flötenspiel, Lied mit Test von H. Hesse
- 1984: Drei Miniaturen, für Oboe, Klarinette, Trompete
- 1984: Fünf Miniaturen, für Orgel
- 1984: Streichquartett
- 1986: Stagnationen, Trio für Flöte, Horn und Cello
- 1987: Spiegelungen, für Klavier (mit Text)
- 1987: Akrostichon, für Sologitarre
- 1987: Tefilla, für Klavier
- 1988: Wiegenlied für Stefan, für Gitarre solo
- 1988: Drei Lieder, mit Text von Ulla Hahn für Sopran und Klavier
- 1988: Animu 2, für Streichquartett
- 1988: Farbenkugel, für Orgel
- 1988: Et vitam venturi saeculi, für Orgel
- 1989: Dialog, für Gitarrenduo
- 1991: O Tod, wie bitter bist du, für Orchester
- 1991: Fünf Lieder, mit japanischem Text für Sopran und Gitarre
- 1991: Rote Bänder, für Gitarrenduo
- 1991: Danse fatale, für Violine und Akkordeon
- 1991: Fünf Lieder, mit Text von Busta für Sopran und Gitarre
- 1991: Solo für Esther, für Solo-Chello
- 1991: Dein Schweigen ist groß, Text von R. Ausländer und M. Jaroschka Chor a cappella
- 1992: Wie grau es auch regnet, drei Lieder mit Text von G. Eich für Sopran, Oboe, Flöte und Gitarre
- 1992: Als wär's ein Engel, für Klavier
- 1992: Laudate, für Tenor, Violine und Orgel
- 1992: Musik, für Streichquartett
- 1993: Studie, für Flöte, Oboe, Klarinette, Violine, Viola und Violoncello
- 1993: Es ist ein Schnitter, heißt der Tod, für Streichquartett
- 1994: Irritationen, Lied mit Text von J.v.Eichendorff, R.M. Rilke, H. Hesse, E. Burkart für Mezzosopran und Klavier
- 1994: Die Möwe Jonathan, für Streichquartett, Flöte, Oboe, Klarinette, Trompete und Klavier
- 1994: Irritationen , mit Text von J.v.Eichendorff, R.M.Rilke, H.Hessen. E.Burkart für Sopran, Streichquartett, Flöte, Oboe, Klavier und Gitarre
- 1994: Jakob Littners Aufzeichnungen aus einem Erdloch, (W. Koeppen) Musik für Sprecher, Streichquartett, Flöte, Oboe, Trompete und Klavier
- 1994: Es ist ein Weinen in der Welt, Lieder mit Texten von Else Lasker-Schüler für Sopran und Klavier
- 1994: Zwei Klavierstücke
- 1995: Münchner Flötenduo, für Elisabeth und Edmund Weinzierl-Wächter
- 1995: Ein trauriger Tag, Lieder mit Text von Marta Krutul
- 1995: Shalom